# Siedmiomilowe trampki
Siedmiomilowe trampki – polski film animowany dla dzieci z 1993 roku na podst. opowiadania Zbigniewa Batki pod tym samym tytułem.

## Fabuła
Młody kot o imieniu Marcel ma dosyć życia w starym młynie i rozpoczyna podróż. Podczas wędkowania wyławia jeden trampek. Nadlatujący kruk magister Plato mówi mu, że to siedmiomilowy trampek, wnioskując po napisie „7M”. Marcel decyduje go wypróbować, jednak nie działa. Magister Plato sądzi, że potrzeba drugiego trampka. Marcel wobec tego zamierza poświęcić swoją podróż na poszukiwanie drugiego trampka.
Podczas nocnej tułaczki po mieście Marcel z powodu braku pieniędzy musi spać na ulicy. Tymczasem magister Plato sprzedaje informacje o trampku szefowi lokalnych kocich bandytów. Ten, widząc korzyści z posiadania siedmiomilowych butów, zamierza je zdobyć za wszelką cenę. Dzięki cynkowi od ulicznej myszy Marcel w porę ucieka przed bandytami do pobliskiej stacji kolejowej. Wskakując do pociągu, spotyka kociego włóczęgę, który pomaga mu pozbyć się wciąż ścigających bandytów.
Włóczęga i Marcel niemający biletów znajdują schronienie w wagonie towarowym. Znajdujący tam się koci żołnierze informują Marcela do dużej ilości trampków w Mysigrodzie, do którego się udają na wojnę z myszami. Niedługo potem do Marcela przyczepia podszywający się pod konduktora szef bandytów, któremu jako jedynemu udało się dostać do pociągu. Gdy Marcel próbuje spławić szefa, pojawia się prawdziwy konduktor chcący wyrzucić szefa bandytów. Nagle pociąg się zatrzymuje z powodu zniszczonego przez myszy mostu kolejowego. Most staje się sceną bitwy pomiędzy wojskami kotów i myszy.
Marcel, nie bacząc na wojenną zawieruchę, udaje się w stronę Mysigrodu. Po drodze wpada do ogromnego czajnika, którym odpływa w morską dal. W środku czajnika znajduje się także mysi kapral Ignac Czujny, który wyjawia, iż był to posterunek wartowniczy. Będąc na pełnym morzu, Ignac, uznając Marcela uprzednio za jeńca wojennego, robi go majtkiem. Wkrótce przybijają do drewnianej wyspy będącej domem dla żar-ptaka. W kontakcie z Marcelem żar-ptak zmienia się w zwykłą kurę znoszącą ugotowane jaja. Marcel i Ignac odkrywają, że na morzu jest sto wysp. Odwiedzają w końcu ostatnią, której odwrotna strona jest bogata w żywą wodę. W dalszej podróży trafiają na wyspę kryształowych kaktusów, gdzie oboje wdają się w bójkę między sobą. Po jej opuszczeniu trafiają na pełne fatamorgan miejsce. Jest tam też szef bandytów w przebraniu goryla.
Marcel traci nadzieję, że kiedykolwiek znajdzie drugi trampek. Chce zakończyć podróż na wyspie żywych sandałów, ale Ignac przekonuje go do dalszej wędrówki. Niespodziewanie czajnikowi wyrastają skrzydła i zanosi swych pasażerów do kamiennego skarbca. Jest to własność piratów, do których dołączył szef bandytów. Marcel dostrzega drugi trampek na nodze kapitana piratów. Ignac ratuje Marcela przed pirackimi torturami i uciekają ze skarbami do czajnika. Nagle rozlega się sztorm, który zrzuca pirackie skarby, a Marcel z Ignacem zapada w sen. Po wybudzeniu dowiadują, że czajnik znalazł się w lesie i należy do psa-pustelnika.
Marcel i Ignac idą leśną drogą docierają do dużego miasta. Wiedzeni głodem zakradają na tyły hotelowej kuchni. Niestety, jest też tam szef bandytów, który ściga ich do hotelu. Udaje się go zgubić w szybie kuchennym. Ignac trafia do sali restauracyjnej, a Marcel do kuchni, gdzie musi się chronić przed kelnerem i kucharzem. W końcu Marcel i Ignac, korzystając z zamieszania, uciekają z hoteli. Marcel udaje się do urzędu miejskiego, by znaleźć pracę. Dostaje zatrudnienie jako sprzedawca baloników. Marcel i Ignac są zadowoleni z udanego interesu i idą na odpoczynek, aż pojawia się szef bandytów chcący wyrwać trampka. By się uwolnić, odlatują balonikami w siną dal i lądują w dotkniętym wojną Mysigrodzie. Marcel i Ignac, którzy zdążyli się zaprzyjaźnić obiecują, że nie oddadzą kompana którejś stronie. Okazuje się, że wybuchy to fajerwerki świętujące zakończenie wojny i rozejm pomiędzy kotami i myszami. Marcel wciąż szuka drugiego trampka, a Ignac baluje. Rankiem Ignac chce zostać, póki nie pokazuje się jego kochanka z jej dziećmi.
Dalej odlatują balonikami w rodzinne strony Marcela. Gdy odkrywają u Kinola, psa sąsiada Marcela, drugi trampek, Marcel niezwłocznie go zdobywa. Odlatując przed Kinolem, baloniki zahaczają o puszczańskie drzewa. Marcel spotyka tam włóczęgę z pociągu. Chcąc pochwalić się znalezionym trampkiem, ze smutkiem odkrywa, że zgubił pierwszy. Ignac przyznaje się, że przegryzł sznurowadło od pierwszego trampka, by zrzucić balast i tym samym ocalić życie Marcela przed Kinolem. Wściekły Marcel oznajmia, że zamierza wrócić do Kinola, dopóki włóczęga nie uświadamia go, że napis „7M” oznacza rozmiar obuwia męskiego. Marcel jest załamany tym, że może zapomnieć o podróżach, jednak Ignac mówi, że całą ta wyprawa była pełna przygód, których tak pragnął. Drugi trampek zostaje wyrzucony i znaleziony przez szefa bandytów. Jego radość jest jednak krótka, gdyż ściga go Kinol. Marcel w towarzystwie Ignaca wraca do młyna i obaj szczęśliwi spisują swe przygody.

## Obsada głosowa
Udźwiękowienie: Studio Kobart

Reżyseria: Miriam Aleksandrowicz

Operator dźwięku: Andrzej Kowal

Montaż: Wiesław Nowak

Kierownik produkcji: Andrzej Oleksiak

Wystąpili:
- Tomasz Kozłowicz – Marcel
- Robert Rozmus – kapral Ignac Czujny
- Ryszard Olesiński – 
  - szef bandytów,
  - bandyci,
  - kamienicznik,
  - wiwatujące myszy
- Jacek Czyż – włóczęga
- Ryszard Nawrocki – magister Plato
- Jacek Jarosz –
  - uliczna mysz,
  - konduktor,
  - wiwatujące myszy,
  - mysi żołnierze,
  - niski pirat,
  - pies pustelnik,
  - kelner #2,
  - policjant,
  - dzieci kochanki
- Andrzej Gawroński –
  - koci żołnierz (dialogi),
  - miejski urzędnik
- Wojciech Walasik – koci żołnierz (śpiew)
- Roman Szafrański –
  - bratanek kociego żołnierza (dialogi),
  - kelner #1,
  - szczeniak
- Miriam Aleksandrowicz –
  - bratanek kociego żołnierza (śpiew)
  - kochanka Ignaca,
  - dzieci kochanki
- Mariusz Leszczyński –
  - mysi generał,
  - kapitan piratów,
  - gruby pirat,
  - kucharz
- Jolanta Majchrzak – wykonanie piosenek (śpiew)

Źródło